# Chase & Status
Chase & Status er en producer-duo fra London, Storbritannien. Duoen består af Saul Milton (Chase) og Will Kennard (Status) og blev dannet i 2003 efter de mødtes på University of Manchester. De har udgivet to studiealbums og samarbejdet med kunstnere som Cee Lo Green, Rihanna, Example og Tinie Tempah.
| Musikgruppe | Spire Denne artikel om en britisk musikgruppe er en spire som bør udbygges. Du er velkommen til at hjælpe Wikipedia ved at udvide den. |